# 雷西库尔
雷西库尔（法語：Récicourt，法語發音：[ʁesikuʁ]）是法国默兹省的一个市镇，位于该省西部略偏北，属于凡尔登区。

## 地理
雷西库尔（49°8'29"N, 5°9'25"E）面积13.7 平方千米，位于法国大東部大區默兹省，该省份为法国西北部内陆省份，北与比利时接壤，西接马恩省和阿登省，南至上马恩省和孚日省，东临默尔特-摩泽尔省。
与雷西库尔接壤的市镇（或旧市镇、城区）包括：欧布雷维尔、贝特兰维尔、阿戈讷地区布拉邦、阿戈讷地区克莱蒙、阿戈讷地区栋巴勒、蒙采维尔。

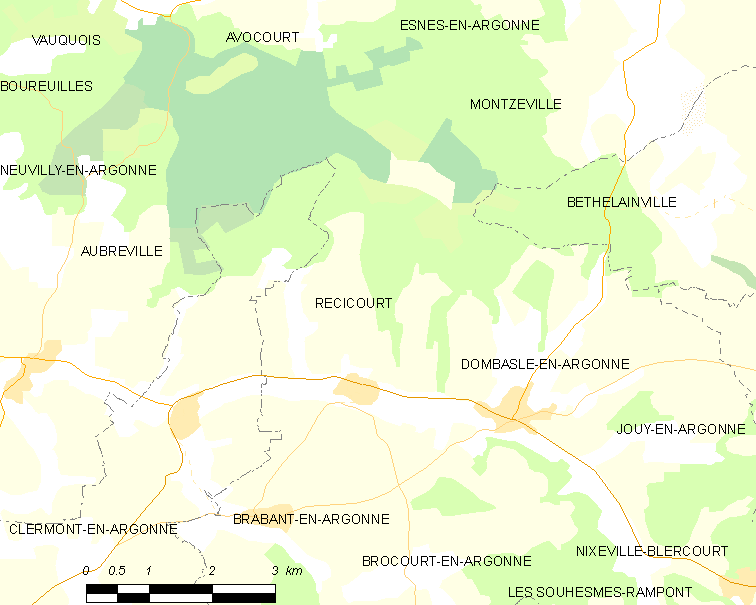
雷西库尔的OSM定位图

雷西库尔的时区为UTC+01:00、UTC+02:00（夏令时）。

## 行政
雷西库尔的邮政编码为55120，INSEE市镇编码为55419。

## 政治
雷西库尔所属的省级选区为阿戈讷地区克莱蒙县。

## 人口

1962-2008年间雷西库尔人口变化图示

雷西库尔于2022年1月1日时的人口数量为150人。